# 法利鎮區 (明尼蘇達州波爾克縣)
法利鎮區（英語：Farley Township）是位於美國明尼蘇達州波爾克縣的一個行政鎮區。

## 歷史
法利鎮區於1879年設立，得名自早期定居者傑西·P·法利（Jesse P. Farley）。

## 地方資料
法利鎮區的面積為70.11平方千米，皆為陸地。根據2020年美國人口普查的數據，當地共有人口59人，而人口密度為每平方千米0.84人。